# هجوم عظیم (ترانه)
«هجوم عظیم» تک‌آهنگی از هنرمند اهل ترینیداد و توباگو نیکی میناژ، است که در سال ۲۰۱۰ میلادی منتشر شد.